# Husk postnummer III
|  | Denne artikel er oprettet af botten Steenthbot ud fra en ekstern database. Den kan derfor have sproglige fejl eller mangler. Denne skabelon kan fjernes efter kontrol af indholdet. |

Husk postnummer III er en dansk oplysningsfilm fra 1967 instrueret af Per B. Holst efter eget manuskript.

## Handling
I anledning af at der pr. 20. september 1967 indførtes postnumre for samtlige adresseposthuse i Danmark lod Post- og Telegrafvæsenet fremstille tre kortfilm af hver ca. 1 minuts varighed. Filmene skulle henlede publikums opmærksom på betydningen af at huske at skrive postnummer på postforsendelser.